# Els Hostalets de Pierola
Els Hostalets de Pierola település Spanyolországban, Barcelona tartományban. Lakosainak száma 3231 fő (2024).

## Földrajza
Els Hostalets de Pierola Abrera, Sant Esteve Sesrovires, Masquefa, Piera, El Bruc, Esparreguera és Collbató községekkel határos.

## Népesség
A település lakosságának változását az alábbi diagram mutatja:
| Lakosok száma | 213  | 997  | 1119 | 927  | 838  | 1716 | 2612 | 2942 | 2973 | 3231 |
|               | 1717 | 1887 | 1936 | 1960 | 1986 | 2004 | 2009 | 2014 | 2019 | 2024 |